# La Tiza (Los Santos)
La Tiza es un corregimiento del distrito de Las Tablas en la provincia de Los Santos, República de Panamá. En el año 2023 tenía una población de 1843 habitantes, y una densidad poblacional de 310,6 personas por kilómetro cuadrado.